# Акопов, Гарник Владимирович
Гарник Владимирович Акопов (род. 3 июля 1949 года) – советский и российский учёный, доктор психологических наук, профессор, действительный член Международной академии психологических наук (1999) и Международной академии акмеологических наук (2004), член Президиума Российского психологического общества (2003). Заслуженный деятель науки Российской Федерации (2006).

## Биография
Родился 3 июля 1949 года. В 1974 году окончил механико-математический факультет Ростовского государственного университета и переехал в Куйбышев.
В 1980 году окончил спецфакультет практической психологии Ленинградского государственного университета, а в 1981 году – аспирантуру факультета психологии.
В 1981 году защитил кандидатскую диссертацию на факультете психологии ЛГУ на тему «Психолого-педагогическое исследование группового сознания первичного коллектива».
В 1985-1993 годах был заведующим кафедрой психологии Куйбышевского государственного педагогического института. В 1993-1995 годах – заведующим отделением психологии СГПУ.
В 1995 году защитил докторскую диссертацию по теме «Социальная психология высшего образования» и стал первым доктором психологических наук в Самарской области.
С 1994 года является заведующим кафедрой общей и социальной психологии СГПУ, также в 1995-2013 годах был деканом факультета психологии.
Руководитель научной школы «Психология сознания: социально-коммуникативная парадигма».
Под его руководством был проведён ряд научных конференций, среди которых:
- «Историческая психология Российского сознания: ментальность российской провинции» (1994, 1997, 1999, 2004),
- «Психология искусства» (2002),
- «Проблема сознания в российской и зарубежной психологии» (2007), совместно с В.Ф. Петренко, В.В. Знаковым и др.[5][6].

Стал идейным вдохновителем проведения первой в отечественной психологии конференции по теме: «Созерцание как предмет психологических исследований».
С 1988 года – председатель Самарского регионального отделения Российского психологического общества.
С 2003 года – член Президиума Российского психологического общества.
С 2016 года является экспертом Российской академии наук.
С 2017 года – председатель Ревизионной комиссии РПО.

## Награды и звания
- Отличник народного просвещения (1994).
- Почётный работник высшего профессионального образования (2004).
- Заслуженный деятель науки Российской Федерации (2006)[9].
- Медаль преподобного Сергия Радонежского I степени (2014).

## Научные работы
Автор более 600 научных и учебно-методических публикаций, в том числе 9 монографий, среди которых:
- Акопов Г. В. Социальная психология образования. Монография. – М.: МПСИ, «Флинта», 2000. – 295 с. ISBN 5-89502-094-1
- Акопов Г. В. Российское сознание: Ист.-психол. очерки. – Самара: СНЦ РАН, 2002. – 91 с. ISBN 5-94594-004-6
- Акопов Г. В. Проблема сознания в психологии: Отечественная платформа. – Самара: СГПУ, 2002. – 206 с. ISBN 5-93-424-070-6
- Акопов Г. В., Горбачева А. В. Социальная психология студента как субъекта образовательного процесса. – М. : Машиностроение-1, 2003. – 267 с. ISBN 5-94275-087-4
- Акопов Г. В. Проблема сознания в российской психологии: учебно-методическое пособие.  – М. Изд-во МПСИ; Воронеж: Изд-во НПО «МОДЭК», 2004. – 229 с. ISBN 5-89502-445-9
- Акопов Г. В. Проблема сознания в современной психологии: зарубежные подходы. – Самара: СГПУ, 2006.
- Акопов Г. В. Психология сознания: вопросы методологии, теории и прикладных исследований. – М.: Институт психологии РАН, 2010. – 270 с. ISBN 978-5-9270-0178-1